# Nepričava
Nepričava (em cirílico: Непричава) é uma vila da Sérvia localizada no município de Lajkovac, pertencente ao distrito de Kolubara. A sua população era de 604 habitantes segundo o censo de 2011.

## Demografia
| 1948 | 1953 | 1961 | 1971 | 1981 | 1991 | 2002 | 2011 |
| ---- | ---- | ---- | ---- | ---- | ---- | ---- | ---- |
| 895  | 917  | 858  | 763  | 763  | 748  | 679  | 604  |